# Antonio Doral
Antonio Doral y Anuncibay (Cartagena, 1787-Madrid, 19 de septiembre de 1855) fue un ingeniero, marino y político español, ministro de Marina y senador durante el reinado de Isabel II de España.

## Biografía
Hijo de un oficial de la Armada, en 1796 ingresó como cadete en las Reales Guardias Españolas y en 1803 fue enviado como guardiamarina a Ferrol. Destinado a varios navíos, en 1805 fue destacado en el Santa Ana bajo el mando de Ignacio María de Álava, junto al que participó en la batalla de Trafalgar, tras la cual fue ascendido a alférez de navío.
En 1809 fue ascendido a teniente de fragata y tomó parte en la Guerra de la Independencia Española, distinguiéndose en Espinosa de los Monteros, Tordesillas y el asedio de San Sebastián, después del cual fue ascendido a teniente de navío. Sin embargo, sus ideas liberales le llevan a apoyar el pronunciamiento de Juan Díaz Porlier en La Coruña en 1815, razón por la que fue encarcelado en el castillo de San Antón hasta 1819. En 1820 fue destinado a Cuba, donde combatió a los contrabandistas. En 1824 es enviado al Callao y lucha en la batalla de Ayacucho. Tras la derrota marchó con los restos de la flota española a Filipinas, y desde allí regresa a la península ibérica. Una vez allí, pasó a diferentes barcos en las costas de Galicia.
En 1836 fue nombrado capitán del puerto de la bahía de Cádiz. Después se estableció en Madrid, donde en 1843 fue ascendido a brigadier y nombrado mayor general de la Armada y vocal de la Junta de Dirección de la Armada, pero en 1845 fue cesado y destinado nuevamente a Cádiz. En 1846 fue nombrado otra vez vocal de la Junta de Dirección de la Armada, y en 1848 vocal de la Dirección General de la Armada. Durante estos años inventó un círculo para perfeccionar la aguja de bitácora, llamado círculo de Doral. Asimismo, fue diputado por el distrito de El Ferrol en las legislaturas de 1848-1849 y 1851-1852.
En 1850 fue designado inspector de una comisión de la Armada, y en 1851 ocupó interinamente por unos meses la cartera del Ministerio de Marina en el gabinete de Juan Bravo Murillo, servicio por el cual fue titulado senador vitalicio. En 1853 sería nombrado ministro titular de Marina en el gobierno de Francisco Lersundi Hormaechea. El 9 de septiembre tuvo que dimitir debido a las irregularidades en un contrato con una empresa suministradora de carbón, teniendo que dar explicaciones sobre su conducta en las Cortes. Sin embargo, murió antes de que se pronunciara un dictamen sobre los hechos.

## Obras
- Círculo de marcar para perfeccionar la aguja de la bitácora (1848).